# Interstate 88 (east)
I-88 eller Interstate 88 (ej att förväxla med I-88 (W)) är en amerikansk väg, Interstate Highway.

## Delstater vägen går igenom
- New York